# Jean-Paul Benzécri
Jean-Paul Benzécri (28 de fevereiro de 1932 – 25 de novembro de 2019) foi um estatístico francês.
Estudou na Escola Normal Superior de Paris. Foi professor da Universidade Pierre e Marie Curie em Paris. 
Ficou conhecido por seu desenvolvimento da análise de correspondência, uma técnica estatística para análise de tabelas de contingência, amplamente usada em estudos sociológicos de dados categóricos.

## Obras
- Histoire et préhistoire de l'analyse des données, Dunod, 1982, ISBN 2-04-015467-1
- L'analyse des données / leçons sur l'analyse factorielle et la reconnaissance des formes et travaux, Dunod 1982, ISBN 2-04-015515-5
- Linguistique et lexicologie, Dunod, 2007 [ré-édition], ISBN 2-04-010776-2
- Pratique de l'analyse des données, Dunod, 1980, ISBN 2-04-015732-8
- Revue Les cahiers de l'analyse des données, Gauthier-Villars, Dunod, 1980-1990